# Tchô
Valdecir de Souza Júnior, meglio noto come Tchô (Belo Horizonte, 21 aprile 1987), è un ex calciatore brasiliano, di ruolo centrocampista.

## Palmarès
- Campionato sudamericano Under-20: 1

2007